# Пјобези Торинезе (Кунео)
Пјобези Торинезе (итал. Piobesi Torinese) је насеље у Италији у округу Кунео, региону Пијемонт.
Према процени из 2011. у насељу је живело 3478 становника. Насеље се налази на надморској висини од 253 м.